# 1873 no Brasil
Esta é uma cronologia dos fatos acontecimentos de ano 1873 no Brasil.

## Incumbente
- Imperador – D. Pedro II (9 de abril de 1831-15 de novembro de 1889).

## Eventos
- Início da Revolta dos Muckers.
- 27 de fevereiro: A redação do jornal A República é depredada no Rio de Janeiro.[1]
- 18 de abril: Convenção de Itu, a primeira convenção republicana do Brasil, ocasião em que foi fundado o Partido Republicano Paulista.[2]

## Nascimentos
- 6 de Janeiro: Juliano Moreira, médico (m. 1932).
- 20 de julho: Alberto Santos Dumont (m. 1932).

## Mortes
- 26 de janeiro: Amélia de Leuchtenberg, princesa de Leuchtenberg e Eichstätt, imperatriz do Brasil (n. 1812).
- 28 de fevereiro: Joaquim Caetano, diplomata e professor, patrono da Academia Brasileira de Letras (n. 1810).